# The songs for DEATH NOTE the movie 〜the Last name TRIBUTE〜
『The songs for DEATH NOTE the movie 〜the Last name TRIBUTE〜』（ザ・ソングス・フォー・デスノート・ザ・ムービー・ザ・ラスト・ネーム・トリビュート）は、2006年12月20日にMASTERSIX FOUNDATIONから発売された映画『デスノート the Last name』のトリビュート・アルバム。

## 概要
漫画『DEATH NOTE』を原作とした映画『デスノート』の後編、『デスノート the Last name』の公開に合わせて制作された。前作『DEATH NOTE TRIBUTE』同様に様々な分野から全14組が参加。初回盤のみ特典DVDを同梱。

## 収録曲

### CD
1. HAKAI(Deathtroy)  / KYONO(THE MAD CAPSULE MARKETS)×DJ STARSCREAM(Sid #0 of Slipknot)
  - THE MAD CAPSULE MARKETS活動休止後、初めて発表された楽曲。
  - 初回盤同梱DVDには本作のミュージック・ビデオを収録。
2. Light Your Fire / RIZE
  - 5thシングル
3. チェスト / ORANGE RANGE
  - 7thシングル
4. 〜流れ・空虚・THIS WORD〜(D.N.version) / UVERworld
  - 2ndアルバム「BUGRIGHT」に収録。
5. Fre@K $HoW / abingdon boys school
  - シングル「INNOCENT SORROW」収録
6. energy  / HIGH and MIGHTY COLOR
  - シングル「STYLE 〜get glory in this hand〜」収録
7. MIRACLE / DOPING PANDA
  - 1stシングル
8. NINJA NIGHT SCHOOL / ULTRA BRAiN
  - シングル「Ghost Busterz」収録
9. My Soul / 加藤ミリヤ
10. ジニア / HOI FESTA
  - シングル「ジグTHEアッパー」収録
11. DRIVE / 高橋瞳
  - シングル「コ・モ・レ・ビ」収録
12. Strange Days / Tama
  - シングル「Metal Cool」収録
13. Serenade(D.N.mix) / Galneryus
14. The Distorted World 〜Lead to spin off L〜 / DAITA

### DVD
1. SPECIAL TRAILER MUSIC VIDEO / MUSIC by KYONO(THE MAD CAPSULE MARKETS)×DJ STARSCREAM(Sid #0 of Slipknot)
2. MOVIE TRAILER 〜SPOT CM〜 / MUSIC by BOOM BOOM SATELLITES